# ウィリアム・ハロウズ・ミラー
ウィリアム・ハロウズ・ミラー（William Hallowes Miller 、1801年4月6日 – 1880年5月20日）はイギリスの鉱物学者、結晶学者である。

## 生涯
カーマーゼンシャーのランダバリーに近いベリンドレに生まれた。ケンブリッジ大学のセント・ジョンズ・カレッジに学んだ。1829年に研究員となり、数年大学の講師となり、静水学、流体力学の著書を著した。
結晶学の研究も行い、ウィリアム・ヒューウェルの後をうけて1832年に鉱物学の教授となり、その職を1870年まで続けた。結晶学におけるミラーの代表的な著作"on Crystallography"は1839年に発表された。1838年に王立協会の会員に選ばれた。
"on Crystallography"には結晶の格子中における格子面や方向を記述するための指数について記述し、これはミラー指数と呼ばれる。鉱物、milleriteにも命名された。
H. J. Brookeの"Elementary Introduction to Mineralogy"を改訂し、1843年には長さと重量の標準評議会を創設するのに寄与した。1870年に王立協会からロイヤル・メダルを受賞した。

## 著書
- The Elements of Hydrostatics and Hydrodynamics (1831)
- An Elementary Treatise on the Differential Calculus (1833)
- A Treatise on Crystallography (1839)
- An Elementary Introduction to Mineralogy (1852) William Phillips, William Hallowes Miller, & Henry James Brooke
- A Tract on Crystallography (1863)